# Svalorna Latinamerika
Svalorna Latinamerika är en partipolitiskt och religiöst obunden frivilligorganisation som arbetar för att minska fattigdom och undanröja dess orsaker. Verksamheten bedriver långsiktigt utvecklingssamarbete med strategiska samarbetspartners i Bolivia, Peru, Nicaragua och Guatemala. I Sverige fokuserar verksamheten främst på informationsspridning och praktikverksamhet både i Sverige och i organisationens samarbetsländer. 

## Historia
Svalorna Latinamerika är en ideell rättighetsbaserad organisation som grundades 1959 av Suzanne Sandberg, med syfte att verka för de mest utsatta och motarbeta orsakerna till fattigdom. Organisationen inriktade verksamheten mot internationellt utvecklingsarbete och byggde sitt arbete på medlemskap, fadderskap och volontärtjänster. Arbetet, som inledningsvis riktades enbart mot Peru, bedrevs av volontärer som tjänstgjorde mellan ett och två år i Lima och Madras slumområden i syfte att förbättra människors livsvillkor. Startskottet för utlandsverksamheten gick när fyra volontärer tog båten över Atlanten och övertog driften av ett nedlagt Barnhem i Lima som tidigare drivits av det peruanska Röda Korset. I Svalornas regi flyttade daghemmet så småningom in i nya lokaler och fick namnet Nazareth. Genom åren har föreningen haft verksamhet i flera olika länder i Latinamerika men har lämnat en del länder på grund av politiska situationer eller andra orsaker. Idag bedrivs verksamheten i Peru, Bolivia, Nicaragua och Guatemala. Svalorna Latinamerika har egna kontor med lokal personal i Peru, Bolivia och Nicaragua. Verksamheten i Guatemala inleddes 2021 och drivs av kontoret i Nicaragua. 

## Svalorna Latinamerika idag
Svalorna Latinamerika har under sin drygt 60-åriga existens utvecklats från att vara en traditionell välgörenhetsförening, till en professionell frivilligorganisation som bedriver långsiktigt utvecklingssamarbete med strategiska samarbetspartner i Latinamerika. Istället för att stödja en stor mängd projekt med varierande längd samordnar Svalorna Latinamerika all sin verksamhet i långsiktiga program, där fokus ligger på mänskliga, demokratiska och ekonomiska rättigheter.
Under 2000-talet har den främsta utmaningen varit att gå från att vara en traditionell volontärsändande organisation som arbetade med ettåriga projekt till att bedriva en ännu mer professionell verksamhet med mer övergripande och långsiktiga program. Efter närmare två års förberedelser övergick föreningen 2007 till att arbeta i program. Istället för att ha volontärer nära målgruppen är det nu lokala organisationer och målgrupperna själva som ansvarar för planering och genomförande av verksamheten.
När de traditionella volontärerna fasades ut fanns en oro för att den viktiga rollen som kontaktlänk och informationsspridare som volontärerna haft skulle försvinna. Därför startade Svalorna Latinamerikas praktikantprogram 2006 och sedan dess är det hemvändande praktikanter som återrapporterar om sina erfarenheter under informationsturnéer runt om i Sverige. Nytt med programmen var också att anställa lokal personal på Svalorna Latinamerikas programkontor i verksamhetsländerna, något som berikat föreningen i stort och stärkt dess trovärdighet som påverkansorganisation i Sverige.

## Programmet i Bolivia
I Bolivia arbetar Svalorna Latinamerika med ett program mot könsbaserat våld. Programmet strävar efter att förbättra barns och ungas livskvalitet genom att motarbeta diskriminering och våld i samhället, med ett särskilt fokus på könsbaserat våld och sexuell exploatering av barn och unga. Målgruppen för programmet är barn och unga i utkanten av städerna La Paz, Santa Cruz och Tarija. 
Genom folkbildningsmetoder som teater, dans och samtalsgrupper arbetar Svalorna Latinamerika för att lyfta frågor som anses känsliga eller kontroversiella i samhället. I Bolivia används en modell där tidigare deltagare själva blir utbildare i nästa fas av programmen. Denna metod möjliggör ett långsiktigt och förebyggande arbete med barn och ungdomar som kan påverka våldet på individ- och samhällsnivå. Programmets mål är att stärka deltagande och aktivism hos barn och unga så att de blir förändringsaktörer med makt att förändra sitt eget liv och påverka samhället i stort.

### Samarbetsorganisationer i Bolivia
Chasqui är en ideell icke-statlig organisation som arbetar med utvecklingsfrågor hos befolkningen på landsbygden med ett särskilt fokus på barn och ungdomar som lever i stor fattigdom. De arbetar med kommuner, andra civilsamhällesorganisationer, företrädare för utbildnings- och hälsovårdssektorn och andra myndigheter för att uppmärksamma och sprida samhällsfrågor vidare. 
ECAM är en ideell civilsamhällesorganisation som arbetar i Tarija. ECAM har stor erfarenhet och kompetens av att arbeta med kvinnors rättigheter. 
Colectivo Rebeldía är en feministisk organisation verksam i Santa Cruz, med målet att stärka kvinnor och organisationer att arbeta för kvinnors självständighet; politiskt, ekonomiskt och socialt. De samarbetar med andra organisationer, sektorer och institutioner. 
Albor är en medlemsorganisation av och för barn och ungdomar i staden El Alto. Organisationen använder sig av poesi och teater för att driva frågor kring mänskliga rättigheter, sexuella rättigheter, medborgarskap och demokrati.
CDC – (Capacitación y Derechos Ciudadanos) är en ideell organisation bestående av jurister och studenter som arbetar för att främja kunskapen om, och respekten för, mänskliga och medborgerliga rättigheter.
Red Ada är en kvinnoorganisation som arbetar med fokus på kommunikation och kvinnors rättigheter utifrån ett interkulturellt perspektiv.

## Programmet i Peru
I Peru arbetar Svalorna Latinamerika med ett landsbygdsutvecklingsprogram med fokus på försörjning, hållbar utveckling och kvinnors och barns rättigheter i Castilla Media, ett bergsområde i Anderna som ligger i provinsen Arequipa i sydöstra Peru. 
Svalorna Latinamerika arbetar tillsammans med samarbetsorganisationerna i Peru för ökat demokratiskt inflytande och delaktighet av kvinnor och unga. Ett viktigt mål med projektet är att stärka kvinnors och ungas långsiktiga ekonomiska självständighet, genom aktiviteter som syftar till att ge stöd till befolkningen i att bedriva effektiva entreprenörskap, samt hur klimatanpassade jordbrukstekniker kan öka självförsörjningen i ett hushåll. Genom att öka kunskapen i samhället inom frågor som rör genus, jämställdhet och maskulinitetsnormer kan de strukturer som utesluter kvinnor från politiskt beslutsfattande luckras upp och förändras. Möjligheter till en ökad inkomst och självförsörjning har gett kvinnor förbättrad ekonomisk trygghet och ökade möjligheter att påverka. 
En viktig del av programmet i Peru består av aktiviteter kopplade till klimatanpassning. Befolkningen i Castilla Media står inför en situation med minskade vattentillgångar och därför prioriteras frågor om hållbar vattenanvändning och rättvis vattenfördelning.

### Samarbetsorganisationer i Peru
Ceder stöder en hållbar utveckling för personer med få möjligheter men med initiativförmåga och utvecklingspotential. Prioriterade områden är landsbygdsutveckling, stadsutveckling och decentralisering på lokal och regional nivå.
El Taller arbetar med landsbygdsutveckling med fokus på ekologisk odling, samt med innovationer av nytt material och teknologi. De utvecklar också målgruppens förmågor genom olika utbildningar. 

## Programmet i Nicaragua
I Nicaragua arbetar Svalorna Latinamerika med lokala organisationer för att befolkningen ska agera mot, och arbeta förebyggande mot, barnsexhandel. Arbetet är inriktat på att stärka barn och ungdomars förståelse för sina rättigheter och inflytande över sin egen utveckling. Programmet vill också stärka deras självkänsla genom att skapa skyddsnät i form av en vuxenvärld som upptäcker och motverkar sexuella utnyttjanden. Svalorna Latinamerika arbetar för att barn och ungdomar, anhöriga och nyckelaktörer i samhället gemensamt ska kunna identifiera risker och ta fram strategier för att eliminera dessa risker.   
Målgruppen för arbetet är huvudsakligen barn och ungdomar, samt deras närmaste omgivning som föräldrar och lärare, men verksamheten riktar sig även till nyckelaktörer i det förebyggande arbetet såsom taxichaufförer, hotell- och barägare samt ägare till internetcaféer.

### Samarbetsorganisationer i Nicaragua
Apeadeco använder sig av alternativa utbildningsmetoder, exempelvis konst och dans, för att öppna upp för samtal om mänskliga rättigheter. Organisationen för också dialog med familjer och utbildar lärare och myndighetspersonal i teman som berör mänskliga rättigheter, samt i metoder som förebygger våld och barnsexhandel i städerna och på landsbygden i Telica.
Asociación Proyecto Miriam arbetar för att kvinnor och barn ska ha större egenmakt över sina liv och sin utveckling. De håller i utbildningar och informationskampanjer om våld inom familjen och barnsexhandel, riktade till föräldrar, kommunledare, barn och ungdomar.
Asociación Tuktan Sirpi, som även kallas Club Infantil, anordnar kurser för barn och ungdomar mellan 9 och 18 år. Genom ett flertal olika aktiviteter, exempelvis läxhjälp och dans, har organisationen som mål att utbilda barn och ungdomar om deras rättigheter samt erbjuda dem en plattform där de kan organisera sig. Utöver kurser gör Club Infantil radio- och tv-program, som barnen och ungdomarna själva producerar. Där lyfts teman såsom barnsexhandel, sexuellt överförbara sjukdomar och våld i hemmet. 
Asociación Mary Barreda arbetar med att skydda barn, ungdomar och kvinnors rättigheter. Genom hembesök och utbildning stöttar och informerar organisationen barn och ungdomar samt deras föräldrar för att förebygga barnsexhandel, barnarbete, våld och sexuellt utnyttjande inom familjen. Mary Barreda erbjuder även psykologiskt och juridiskt stöd till personer som tillhör en riskgrupp. De gör påverkanskampanjer riktade mot myndigheter för att sprida information till samhället.

## Programmet i Guatemala
Svalorna Latinamerikas verksamhet i Guatemala inleddes 2021 och är fokuserad på att förebygga våld mot och ge stöd till utsatta kvinnor och barn. I Guatemala arbetar Svalorna Latinamerika huvudsakligen med förebyggande verksamhet, men ger också juridiskt stöd i konkreta fall av våld mot kvinnor. Arbetet med att förebygga våld mot kvinnor är rättighetsbaserat, och många av aktiviteterna handlar om att organisera grupper som diskuterar genus och könsroller.  

## Verksamheten i Sverige
I Sverige arbetar Svalorna Latinamerika för att öka kunskap och engagemang om organisationens frågor i syfte att stödja och förbättra livsvillkoren för barn, ungdomar och kvinnor i Latinamerika. Det görs tillsammans med organisationens medlemmar och frivilliga genom utåtriktade aktiviteter samt via media. Svalorna Latinamerikas arbete möjliggörs till stor del tack vare medlemmar och frivilliga. Lokalföreningar finns för tillfället i Stockholm och Göteborg.